# Ramadasa pratti
Ramadasa pratti är en fjärilsart som beskrevs av Bethune-Baker 1908. Ramadasa pratti ingår i släktet Ramadasa och familjen nattflyn. Inga underarter finns listade.